# Ludo Dierickx
Ludo Dierickx (Berchem, 10 augustus 1929 - Antwerpen, 8 april 2009) was een Belgisch politicus voor Agalev, vervolgens de SP/sp.a en ten slotte Groen.

## Levensloop
Ludo Dierickx volgde secundair onderwijs bij de jezuïeten aan het Xaveriuscollege in Borgerhout. Hij was er een medestudent van Luc Versteylen, die later de beweging Anders Gaan Leven en Agalev zou stichten. Daarna promoveerde hij in 1953 tot doctor in de rechten aan de Rijksuniversiteit Gent en studeerde hij van 1953 tot 1954 Europacollege in Brugge.
Beroepshalve vervulde Dierickx diverse opdrachten in de handelswereld, waarna hij van 1961 tot 1965 adviseur was op het kabinet van minister van Binnenlandse Zaken Arthur Gilson en van 1965 tot 1968 wetenschappelijk navorser was aan het Instituut voor Europese Studiën van de Université Libre de Bruxelles. Van 1968 tot 1981 was hij directeur van de Vereniging van Openbare Verzorgingsinstellingen (VOV-AEPS).
In 1962 stichtte hij het Europees Studie- en Informatiecentrum in Antwerpen, waarin hij tot in 1972 gedelegeerd beheerder was. Dat centrum organiseerde in Vlaanderen lezingen en debatten over Europese en wereldproblemen. Ook was hij van 1969 tot 1971 secretaris-generaal van de Europese Federalistische Beweging (EFB). In 1972 werd hij lid van het Executieve Comité van het EFB.
Vanaf 1979 engageerde Dierickx zich in de beweging Anders Gaan Leven, dat vervolgens een politieke partij Agalev werd. Binnen de partij ontpopte hij zich tot een groene denker over de Belgische staatsstructuren en de communautaire problematiek.
Van 1981 tot 1987 was hij voor Agalev lid van de Kamer van volksvertegenwoordigers voor het arrondissement Antwerpen en van 1987 tot 1995 zetelde hij voor hetzelfde arrondissement in de Belgische Senaat. In de periode december 1981-mei 1995 had hij als gevolg van het toen bestaande dubbelmandaat ook zitting in de Vlaamse Raad. De Vlaamse Raad was vanaf 21 oktober 1980 de opvolger van de Cultuurraad voor de Nederlandse Cultuurgemeenschap, die op 7 december 1971 werd geïnstalleerd, en was de voorloper van het huidige Vlaams Parlement.
Met zijn geschriften en tussenkomsten leverde hij een bijdrage aan de groene politieke theorievorming. In het boekje "De groene idee, het monetaire en de macht" (1989) schrijft hij dat geld en macht maar bestaan als ze geloofd en bewonderd worden. Geld en macht zijn instrumenten van de tegenstanders van de groene beweging, die hun invloed slechts behouden zolang ze met geloof en bewondering gepaard gaan. Dierickx poogde het specifieke van het groene gedachtegoed te omschrijven en het te zien als een kritiek op de klassieke economie, kritiek waardoor de groene stroming zich onderscheidt van de traditionele denkrichtingen.
Toch raakte hij ook in conflict met de partij, in de jaren 90 met name over Europa en over achterstallige afdrachten van zijn parlementaire wedde aan de partij. Dit leidde in 1995 tot een breuk met Agalev. Hij werd vervolgens politiek actief bij de SP en werd fractiemedewerker voor deze partij in het Europees Parlement. Sinds 1998 speelde Dierickx een rol als oprichter en trekker van B Plus. Nadat Agalev in 2003 omgevormd werd tot Groen!, werd hij tot aan zijn overlijden opnieuw lid van deze partij. In het boek Nationalisme onder het mes beschreef hij op een kritische manier de nationalistische strekkingen in België en de confederalisering van het land. Dierickx zocht in zijn geschriften (1964 en 2002) naar de essentie en een definitie van het nationalisme, alsook naar verklaringen voor het succes en de kracht van het nationalistische discours.
Ludo Dierickx was gehuwd met Eva Maria, die bekend werd als presentatrice van het lichtklassieke muziekprogramma Mezza Musica op de Nederlandstalige publieke televisieomroep BRT.

## Publicaties
- Belgen op de tweesprong, De Internationale Pers, 1964
- Sociaal-ekonomische belangengroepen en Europese besluitvorming, ESIC, 1965
- Un embryon de démocratie européenne, fédéraliste et supranationale, Europa Foederata, 1971
- Eine Keimzelle europäischer, föderalistischer und supranationaler Demokratie, EFB, 1971
- Het Europese besluitvormingsproces en het Europese integratieproces, ULB, 1972
- De verschrompeling van de democratie in België, Groene schriften, 1982
- Denkwegen naar een globale visie, Groene Schriften, 1982, EcoGroen, 1991
- Denkwegen naar een strategie, Groene Schriften, 1982
- Manifest van Ventotene, door Altiero Spinelli en Ernesto Rossi uit 1941, vertaling uit het Italiaans, Groene Schriften, 1982[4]
- Energie, werkloosheid, demokratie, Groene Schriften, 1982
- Groen is de helling, een nieuw streven naar integriteit, Soethoudt Essay, 1983
- Basisbewegingen en machtsstructuren, door Erich Kitzmüller, vertaling uit het Duits, Groene Schriften, 1983
- De groene idee, mens en natie, Kritiek, 1989
- De groene idee, het monetaire en de macht, Kritiek, 1989
- La politisation de la valeur d'usage et l'universalité de la raison, Editions Artel, 1991
- De groene idee en de rijkdom van mens en natie, Groep Coudenberg, 1991
- L'écologie politique et la richesse des hommes et des nations, Groep Coudenberg, 1991
- Nationalisme onder het mes, Fantom, 2002

- Gemeinsame Normdatei: 1187375586
- International Standard Name Identifier: 0000 0003 8530 817X
- Library of Congress Control Number: n84114205
- Nederlandse Thesaurus van Auteursnamen: 070035954
- Système universitaire de documentation: 058502866
- Virtual International Authority File: 121917802
- WorldCat: E39PBJqkbk4hDMPYVwbKJJXjmd